# 里瓦尼島
里瓦尼島是克羅地亞的島嶼，位於亞得里亞海，由扎達爾縣負責管轄，長3.4公里、寬1.4公里，面積3.61平方公里，海岸線長度10.346公里，最高點海拔高度112米，2001年人口22。
44°09′10″N 15°02′16″E / 44.1529°N 15.0379°E